# Убукун (река)
Убуку́н (бур. Бγхэн гол) — река в Селенгинском районе Бурятии. Правый приток Оронгоя. Бассейн реки Селенги. Длина — 94 км, площадь водосбора — 865 км².
Высота истока — 1100 м над уровнем моря. Высота устья — 531 м над уровнем моря.

## География
Убукун берёт начало на водоразделе Хамар-Дабана на восточном склоне горы Улан-Шэлэ (1395 м). Около 40 км бежит горным потоком по узкой таёжной межгорной долине между Солдатским и Онгустаевским хребтами, принимая многочисленные притоки — Малый Убукун, Средний Убукун, Карым, Хара-Бильчир, Онгустай и др.
По выходе на Среднеубукунскую низменность у посёлка Ардасан разделяется на рукава, образуя обширную водную систему с протоками, болотами, оросительными каналами. Основной водоток справа принимает притоки из Убукунских озёр. Близ улуса Тохой прежнее направление реки на юго-восток резко меняется на северо-северо-восточное, образуя острый угол. Место это носит бурятское название Тохой, переводимое как «локоть». Течение реки здесь относительно спокойное.
Далее, юго-восточнее улуса Жаргаланта, река протекает по местности Казённый Пруд, бывшей небольшим проточным озером, ныне осушенным. Русло реки здесь представляет канал. За селом, приняв свой левый рукав, Убукун вновь принимает характер горной реки, хотя и течёт по равнинной местности. У села Средний Убукун река прорезает обширный березняк. Далее, перед прижимом, образованным горой Большой Алтан, принимает справа приток из Абрамовского озера. В узком четырёхкилометровом ущелье между Большим Алтаном и Онгустаевским хребтом река слева принимает горные ручьи Мельничный, Горхон и др.
По выходе на Убукуно-Оронгойскую низменность река меняет северо-восточное направление течения на юго-восточное под прямым углом. На озёрно-болотистой Харганатской равнине воды реки забираются оросительными каналами. За селом Нижний Убукун река Убукун впадает в реку Оронгой в 20 км от места её впадения в Селенгу.
По долине Убукуна проходит железнодорожная линия Улан-Удэ — Наушки, несколько раз пересекая русло реки. Дважды, в районе села Средний Убукун, реку пересекает федеральная трасса А340 Кяхтинский тракт.